# 강서초등학교
강서초등학교는 대한민국 충청북도 청주시 흥덕구 비하동에 있는 공립 초등학교인데 1920년에 첫 개교하였다.

## 학교 연혁
- 1920년 10월 2일 강서공립보통학교(4년제) 개교설립인가 4월 1일
- 1924년 4월 1일 6년제로 개편
- 1938년 4월 1일 강서공립심상소학교로 개칭[1]
- 1941년 4월 1일 강서공립국민학교로 개칭[2]
- 1945년 3월 31일 내곡국민학교 분리
- 1956년 3월 30일 현암국민학교 분리
- 1960년 4월 1일 서촌국민학교 분리
- 1981년 3월 12일 병설유치원 개원
- 1985년 3월 1일 특수학급 설치
- 1989년 2월 11일 강당 신축 준공
- 1992년 12월 4일 여자 농구부 창단
- 1983년 2월 15일 청주시로 편입[3]
- 1996년 3월 1일 강서초등학교로 교명 개칭[4]
- 1999년 3월 1일 현암초등학교 통폐합
- 2001년 3월 20일 멀티미디어실, 학교도서실 설치
- 2012년 8월 31일 디지털 방송실 구축
- 2013년 4월 3일 학생 오케스트라 선정
- 2019년 2월 28일 위클레스 신설
- 2019년 9월 1일 제32대 이정애 교장 취임
- 2019년 12월 31일 유치원 졸업식 및 수료식 (수료35명, 졸업24명 총59명)
- 2020년 1월 10일 제97회 졸업식 (125명 졸업, 총 졸업생 12,689명)
- 2020년 3월 2일 초등 36학급(특수2학급) 편성
- 2021년 1월 15일 제97회 졸업식(127명 졸업, 총 졸업생 12,816명)
- 2021년 3월 1일 초등 37학급(특수 2학급) 편성

## 참고 자료
- 강서초등학교 - 한국교육학술정보원 학교알리미